# Вільгельм Шаумбург-Ліппський (1834—1906)
Вільгельм Карл Август Шаумбург-Ліппський (нім. Wilhelm Karl August zu Schaumburg-Lippe, 12 грудня 1834 — 4 квітня 1906) — принц Шаумбург-Ліппський з дому Ліппе, молодший син князя Шаумбург-Ліппського Георга Вільгельма та принцеси Іди Вальдек-Пірмонтської. Власник замків Наход та Ратібожице. Засновник Находської гілки дому Ліппе. Генерал кінноти австрійської армії. Учасник Австро-прусської війни.

## Біографія
Народився 12 грудня 1834 року у Бюккебурзі. Був третім сином та сьомою дитиною в родині князя Шаумбург-Ліппе Георга Вільгельма та його дружини Іди Вальдек-Пірмонтської. Мав старшого брата Адольфа та сестер Матильду, Адельгейду й Іду. Інші діти померли до його народження. Згодом у Вільгельма з'явилася молодша сестра Єлизавета. Офіційною резиденцією сімейства був Бюккебурзький замок.
У 1854—1856 роках проходив навчання у Боннському університеті. Після закінчення отримав від батька маєток Наход в Богемії, який зробив резиденцією своєї родини за правом секундоґенітури. Разом з тим став засновником Находської гілки дому Ліппе. У 1859 році приєднався до лав австрійської армії, втім, залишив дійсну службу два роки потому.
У 1860 році помер батько, і брат Адольф став правлячим князем Шаумбург-Ліппе.
У віці 27 років одружився із 24-річною принцесою Ангальт-Дессауською Батільдою. Весілля відбулося 30 травня 1862 року в Дессау. Оселилися молодята у замку Наход, їм також належав замок Ратібожице. У них народилося дев'ятеро дітей.
У 1866 році брав участь у австро-прусської війни на боці Австрійської імперії. Отримав чин майора та був нагороджений Хрестом «За військові заслуги». Наступного року увійшов до Палати Панів у райхсраті Цислейтанії. У 1871 році збільшив свої володіння, придбавши селище Меслеч поблизу Находу.
У 1876 році став підполковником, а у 1879 році — полковником. Отримав чин генерал-майора у 1885 році і фельдмаршала-лейтенанта у 1890. Зрештою, у 1901 році став генералом кінноти.
Помер у замку Ратібожице 4 квітня 1906 року. Був похований на цвинтарі Білого Хреста в Наході.

## Родина
Дружина — Батільда Ангальт-Дессауська
Діти:
- Шарлотта (1864—1946) — дружина короля Вюртемберга Вільгельма II, дітей не мала;
- Франц Йозеф (1865—1881) — прожив 15 років;
- Фрідріх (1868—1945) — був двічі одружений, мав п'ятеро дітей;
- Альбрехт (1869—1942) — був двічі одружений, мав чотирьох дітей від першого шлюбу;
- Максиміліан (1871—1904) — був одружений з герцогинею Ольгою Вюртемберзькою, мав трьох синів;
- Батільда (1873—1962) — дружина князя Вальдек-Пірмонту Фрідріха, мала трьох синів і доньку;
- Адельгейда (1875—1971) — дружина герцога Саксен-Альтенбурзького Ернста II, мала четверо дітей
- Александра (1879—1949) — одружена не була, дітей не мала.

## Нагороди
- Орден Альберта Ведмедя, великий хрест (Ангальтське герцогство; 14 січня 1856)[2]
- Орден Золотого Лева Нассау (липень 1864)[3]
- Орден Вендської корони, великий хрест з короною в руді (Мекленбург; 21 березня 1868)[4]
- Орден дому Саксен-Ернестіне, великий хрест (1882)[5]
- Орден Вюртемберзької корони, великий хрест (1886)[6]

### Австро-Угорщина
- Хрест «За військові заслуги» (1866)
- Орден Залізної Корони 1 класу (1875)[7]
- Великий хрест ордену Леопольда (1899)[7]

### Велике герцогство Баденське
- Орден Вірності (1885)[8]
- Орден Бертольда I (1885)[8]

## Титули
- 12 грудня 1834—4 квітня 1906 — Його Світлість Принц Вільгельм Шаумбург-Ліппський.